# Hahnenkampf
Als Hahnenkampf bezeichnet man einen Wettbewerb, bei dem zwei Hähne (Kampfhähne bzw. Streithähne) in einer Arena oder auf einem Kampfplatz aufeinander losgelassen werden. Er basiert auf einem natürlichen Aggressionstrieb des Hahns sich gegenüber seinem Artgenossen durchzusetzen. Gewöhnlich wird bei einem Hahnenkampf auf dessen Ausgang gewettet. Einer der beiden Hähne unterliegt, wenn er nicht mehr kämpft, schwer verletzt ist oder stirbt. Der Tod eines der Hähne ist jedoch der Regelfall. Nach überwiegender Ansicht waren Hahnenkämpfe der Grund, warum das Huhn domestiziert wurde. Darauf weisen zahlreiche Ausgrabungen hin. Der erste schriftliche Beleg für einen Hahnenkampf stammt aus dem China des Jahres 517 v. Chr. Zu dem Zeitpunkt waren Hahnenkämpfe bereits ein königlicher Sport mit sorgfältig ausgearbeiteten Spielregeln. Schon damals trugen die Kampfhähne künstliche Sporen aus Metall. Zu Beginn des 19. Jahrhunderts war Hahnenkampf ein nahezu weltweit verbreitetes Freizeitvergnügen, dem lediglich im Westen und Süden Afrikas nicht nachgegangen wurde.
In nahezu allen Staaten der westlichen Welt sind Hahnenkämpfe aus Gründen des Tierschutzes oder wegen Wettverboten untersagt. Ausnahmen sind einige Länder Zentral- und Südamerikas und die Philippinen. Dort und trotz des Verbots auf der indonesischen Insel Bali beispielsweise ist der Hahnenkampf unverändert eine traditionelle und populäre Sportart. Höhepunkte der Hahnenkämpfe ist der World Slasher Cup, der im Araneta Coliseum in Quezon City (Philippinen) stattfindet und bei dem über fünf Tage 648 Hahnenkämpfe veranstaltet werden. Die Wetteinsätze betragen bei jedem Kampf mehrere 100.000 US-Dollar. Auf Grund der langen Tradition sind spezifische Kämpferrassen entstanden, von denen das älteste vermutlich das Asil ist, das sich durch eine straffe Bemuskelung, eine aufrechte Körperhaltung und einen kleinen Kamm sowie ein sehr aggressives Verhalten auszeichnet.

## Geschichte

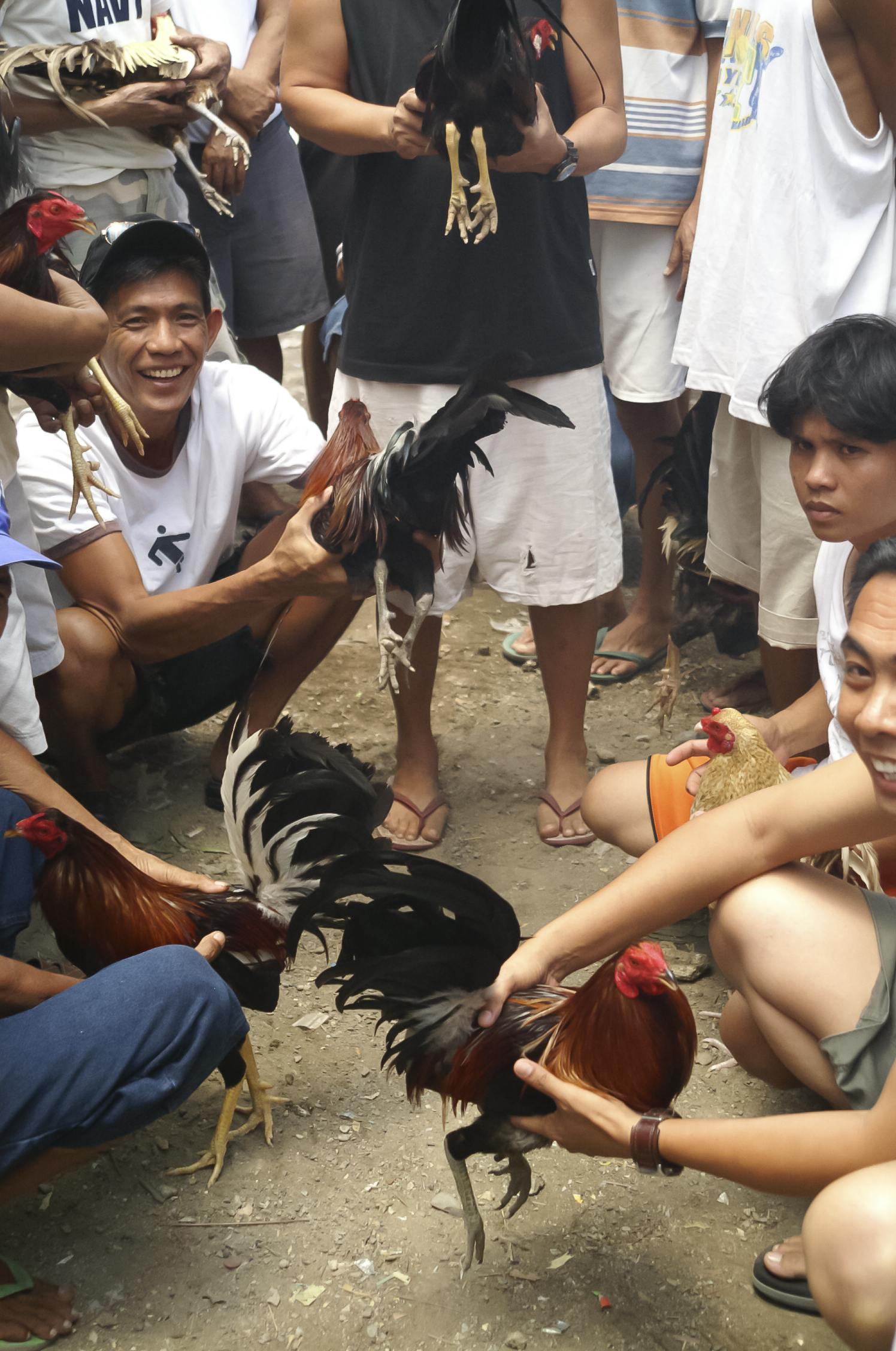
Hahnenkampf auf den Philippinen

Die Domestikationsgeschichte des Haushuhns ist noch nicht abschließend geklärt. Das Haushuhn stammt jedoch von dem südostasiatischen Bankivahuhn ab. Eine der frühesten Kulturen, die Hühner hielten, war die Indus-Kultur, die sich etwa in den Jahren 2800–1800 v. Chr. entlang des Indus im Nordwesten des indischen Subkontinents entwickelte. Es gibt einige indirekte Hinweise, dass diese Kultur Hahnenkämpfe praktizierte: Zu den archäologischen Funden zählen eine kleine Lehmfigur, die einen Hahn in einer Weise hält, wie es vor Hahnenkämpfen üblich ist. Gefunden hat man auch einen künstlichen Sporn sowie ein Siegel, dessen Darstellung als zwei Hähne interpretiert werden, die miteinander kämpfen. In einigen Regionen im Süden Indiens sind Hahnenkämpfe immer noch Bestandteil von religiösen Ritualen zur Verehrung einer Muttergottheit, die möglicherweise einen Ursprung in dieser Zeit haben.
Über den Nahen Osten gelangten Haushühner ab etwa 1500 vor Chr. nach Ägypten, von wo sie in den griechischen und später römischen Kulturkreis gelangten. Homer (ca. 800 v. Chr.) erwähnte das Haushuhn noch nicht, auf schwarzfigurigen griechischen Vasen sind sie aber bereits relativ häufig abgebildet; sie wurden vermutlich hauptsächlich zum Hahnenkampf gehalten. Sie dienten auch als Kennzeichen auf den Schilden der Krieger. Eine weite Verbreitung im europäischen Raum fand das Haushuhn seit den Römern, die Hühner im großen Stil als Eier- und Fleischlieferanten züchteten. In Iulius Caesars Kriegsbericht De bello Gallico ist von Hähnen die Rede, die den römischen überlegen sind. Vor allem in England gibt es eine 2000-jährige Hahnenkampfkultur, die erst 1848 per Gesetz verboten wurde. Englische Kolonisten machten „Cockfights“ auch in Nordamerika zu einem beliebten Wettsport.
Obwohl die Kämpfe inzwischen in vielen Ländern verboten sind, gibt es zum Beispiel in Belgien, Frankreich, Mexiko, der Dominikanischen Republik, Italien, den Philippinen, Puerto Rico, Peru, der Türkei und Guam in boxkampfähnlichen Arenen regelmäßige Wettkämpfe mit hohen Wetteinsätzen.

## Ablauf

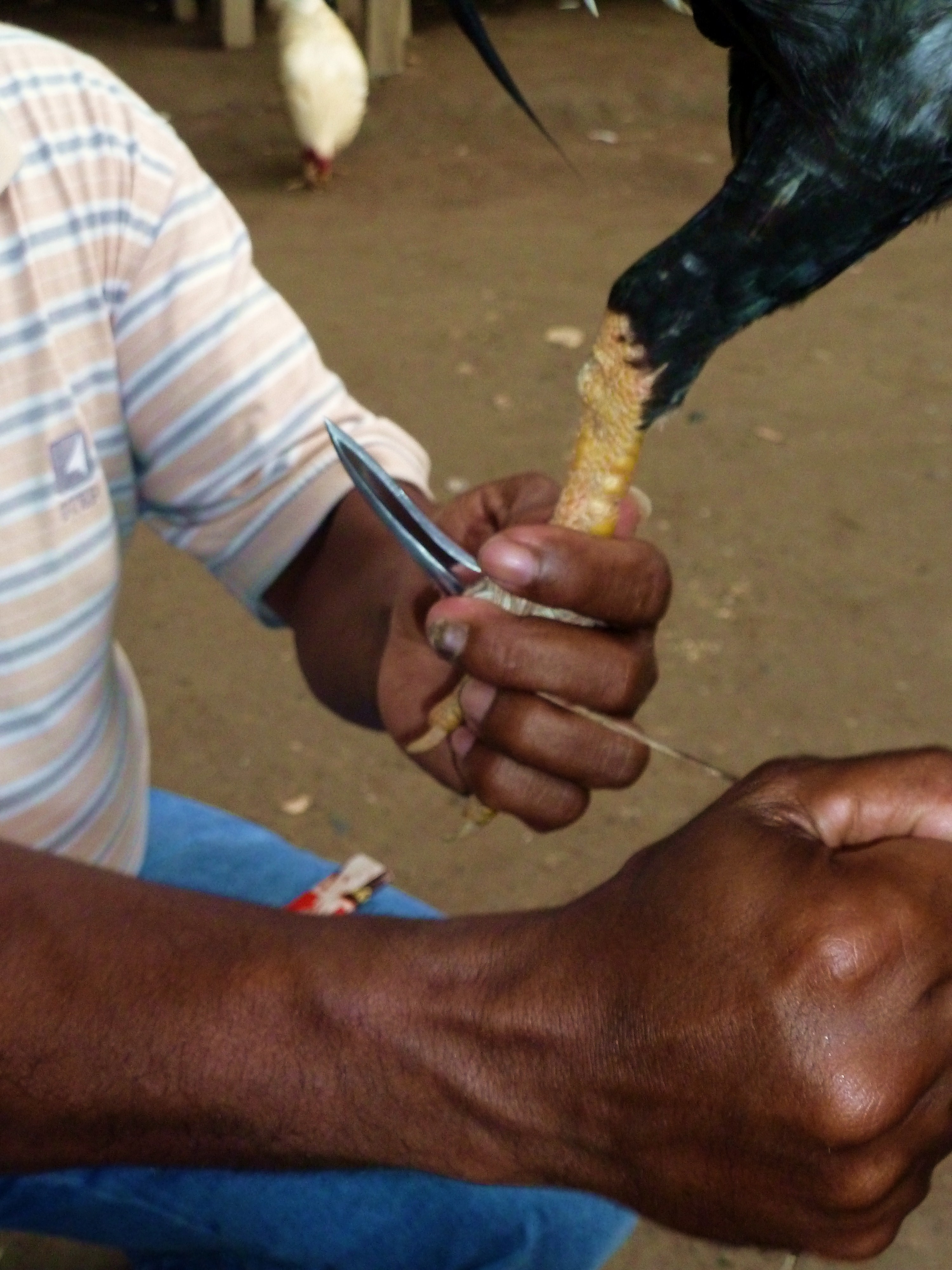
An den Füßen des Tieres werden Sporen befestigt

Der Hahnenkampf selbst beginnt mit dem Einsetzen der Hähne in die Arena. Bei einem professionellen Kampf befinden sich neben den zwei Hähnen vier Personen in der Arena: Jeweils ein Betreuer je Hahn sowie ein Schiedsrichter und sein Assistent. Bei Dorfkämpfen ist der Betreuer gewöhnlich auch der Besitzer des Hahnes, bei professionellen Kämpfen wie bei dem World Slasher Cup sind es vom Besitzer angeheuerte Experten, die den Hahn zum Kampf bringen.
Durch das natürliche Revierverhalten – die Angriffsdistanz wird durch die Enge der Arena und Gegeneinanderdrängen der Tiere absichtlich unterschritten – beginnen die Hähne gewöhnlich selbständig mit dem Kampf. Zur zusätzlichen Aufstachelung und Provokation der Hähne werden sie manchmal vorher in Käfigen eng zusammengehalten oder die Hähne durch einen anderen Hahn unmittelbar vor dem Kampf in eine aggressive Stimmung gebracht. Vorher verabreichte schmerzlindernde Mittel können den Kampf auf bis zu zehn Minuten verlängern.
In vielen Regionen, in denen Hahnenkämpfe veranstaltet werden, ist es üblich, die Hähne mit künstlichen Sporen zu bewaffnen. Um dies möglich zu machen, werden den Hähnen sehr früh ihre natürlichen Sporne amputiert. Länge und Material dieser Sporen beeinflussen ebenfalls die Dauer des Kampfes. Kurze, aus Schildpatt gefertigte Sporen, wie sie beispielsweise in Südamerika verwendet werden, sorgen für lange Kämpfe. Die langen, messerscharfen Sporne, wie sie beispielsweise in den Philippinen verwendet werden, machen die Kämpfe sehr kurz und blutig. Sie enden dann in der Regel mit dem Tod eines der Hähne. Wenn eines der beiden Tiere unterliegt, das heißt, wenn es nicht mehr kämpft, schwer verletzt ist oder stirbt, wird der Kampf beendet. Nach dem Kampf werden in der Regel etwaige Wettgewinne gefeiert, weshalb sich an den eigentlichen Kampf meist ein soziales Zusammensein anschließt.

## Kampftechniken
Das Kampfverhalten der Hähne kann und muss kaum trainiert werden, sondern ist hauptsächlich genetisch bedingt. Die teilnehmenden Tiere werden daher mit Hinblick auf ihre Ausdauer, Aggressivität und Kraft gezüchtet und nur manchmal zusätzlich trainiert.

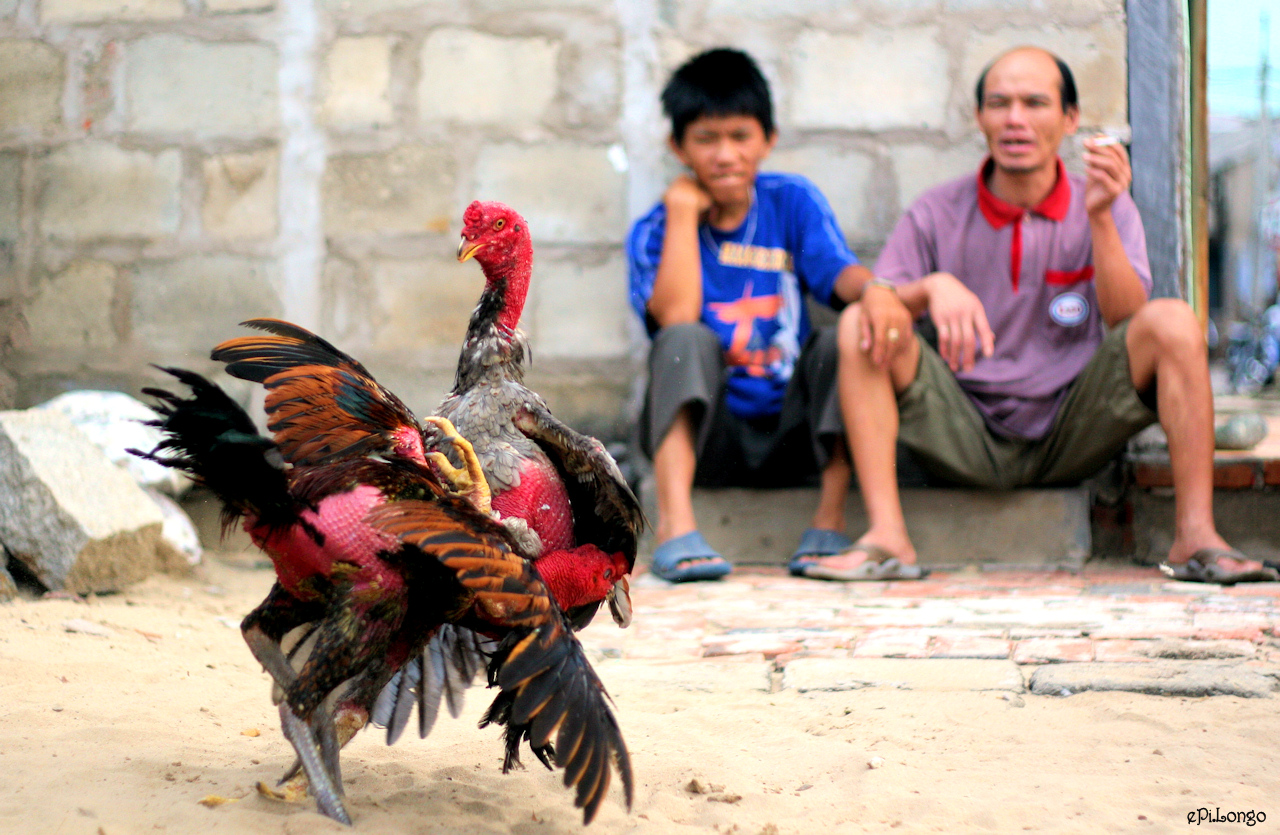
Hahnenkampf in Vietnam

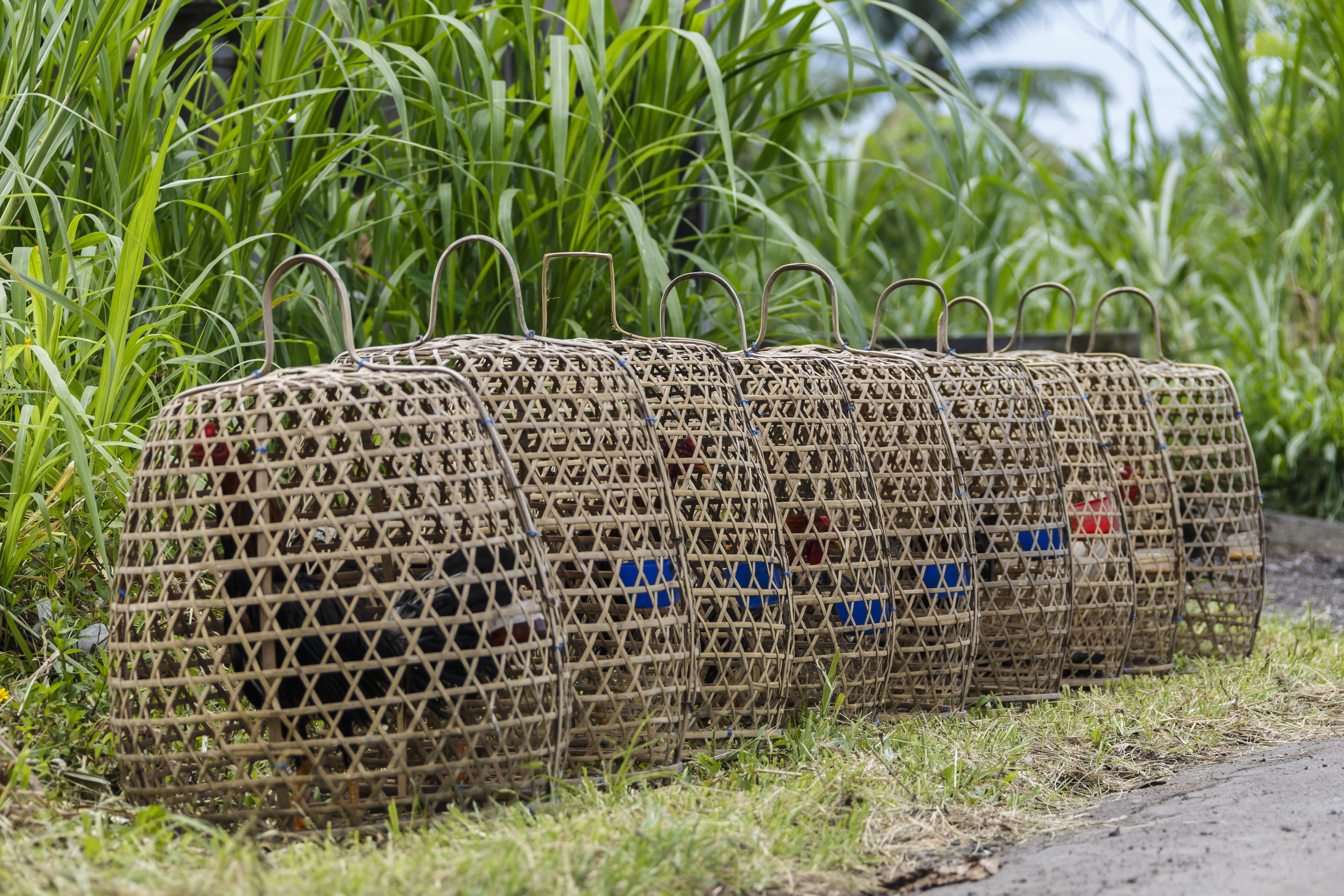
Kampfhähne in Käfigen auf Bali

- Gewicht: Die Gewichtsklassen der Hähne sind zumeist in Schritte von 100 g unterteilt, weshalb mögliche Vorteile durch höheres Körpergewicht im Kampf selbst keine große Rolle spielen. Schwere Hähne sind in der Regel eher kräftiger, leichte Hähne eher ausdauernder (s. u.).
- Genetisch disponierte Kampftechnik: Während einige Hähne während des ganzen Kampfes am Boden bleiben, gibt es andere Hähne, die wenige Zentimeter über dem Boden fliegen, um zu kämpfen. Beide Techniken sind in den Kämpfen in etwa gleichwertig. Die Züchter, Galleros, entscheiden sich in ihrer Zucht normalerweise nur für eine der beiden Arten. Dieses genetische Kampfverhalten kann nicht an- oder abtrainiert werden.
- Offensiv/defensiv: Ob das Verhalten im Kampf eher offensiv oder defensiv ist, hängt von der Züchtung ab. Auch hier gilt, dass keine der beiden Formen besser ist. Normalerweise züchtet man entweder defensive, ausdauernde Hähne oder offensive, kräftige Hähne.
- Kraft und Ausdauer: Die Züchter müssen zwischen Kraft und Ausdauer eine Balance finden. Einige Hähne kämpfen kraftvoll und offensiv, verlieren aber bei langen Kämpfen die Kraft und werden dadurch schutzlos. Andere Hähne können dagegen lange Zeit kämpfen, sind aber nicht in der Lage, dem gegnerischen Hahn größere Verletzungen zuzufügen.
- Revierverhalten und Aggressivität: Während einige Hähne eine geringe Distanz benötigen, um ihr Revier zu verteidigen, gibt es andere Hähne, die schwerer reizbar sind. Für Hahnenkämpfe sind aggressive Hähne besonders geeignet.
- Menschliche Einflüsse: Bei regionalen Varianten werden die Tiere mit an den Füßen befestigten Spornen oder Klingen, etwa aus Metall oder Schildpatt, bewaffnet, um ihre Kampfkraft zu erhöhen und die Tötung des Gegners zu ermöglichen. Langfristig können zur Stärkung der Muskeln Steroide verabreicht werden, kurzfristig eingesetzte schmerzlindernde Mittel können die Ausdauer verlängern.[8]

Verteidiger des traditionellen Hahnenkampfs weisen gelegentlich darauf hin, wie sorgfältig Kampfhähne großgezogen werden. Sie haben in der Regel ein Lebensalter von zwei Jahren erreicht, wenn sie den ersten ernsthaften Hahnenkampf bestreiten. Sie kontrastieren dies mit der Aufzucht von Hähnchen in der westlichen Welt, wo Hühner in beengten Mastställen in zwei Monaten zur Schlachtreife gebracht werden.

## Situation in verschiedenen Ländern

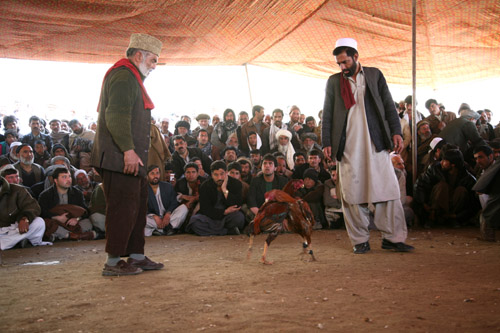
Hahnenkampf am Stadtrand von Kabul, Afghanistan

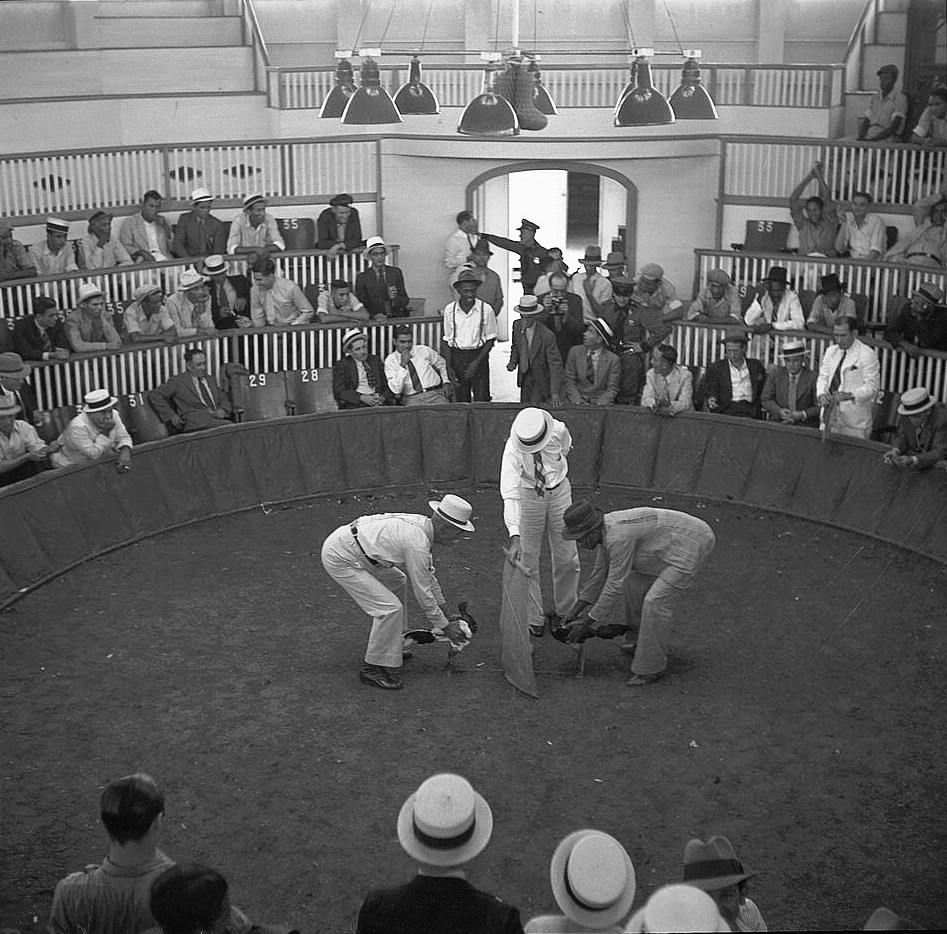
Hahnenkampf auf Puerto Rico, 1937

Während seine Befürworter den Hahnenkampf als sportlichen Wettbewerb und festen Bestandteil regionaler Kultur verteidigen, gilt er vor allem in weiten Teilen Europas und Nordamerikas als Tierquälerei und ist deshalb gesetzlich verboten. Auch das mit dem Kampf verbundene Glücksspiel durch Wetten ist in vielen Staaten illegal. Hahnenkämpfe verschwanden jedoch durch die Verbote in den meisten Staaten nicht ganz von den Bildfläche, sondern finden vereinzelt illegal statt. In Ländern wie den USA hat man deshalb die Gesetzgebung in den letzten Jahren deutlich verschärft. Dies geschieht nicht zuletzt auch deswegen, weil die Wetteinsätze, die traditionell zum Hahnenkampf dazugehören, zum Betätigungsfeld krimineller Organisationen geworden ist.
In Südostasien, Mittelamerika und in Südamerika ist der blutige Wettkampf dagegen vielerorts legal, seit Jahrhunderten kulturell verwurzelt und auch verbreitet. Auch hier gilt jedoch als grundlegendes Problem, dass wegen der hohen Wettumsätze zunehmend kriminelle Organisationen von Hahnenkämpfen profitieren.

### USA
In den USA sind Hahnenkämpfe in allen Bundesstaaten sowie dem District of Columbia illegal. Der letzte Bundesstaat, der ein entsprechendes Gesetz verabschiedete, war Louisiana im Jahr 2007. Dieses Verbot richtet sich nicht nur gegen die Veranstaltung eines solchen Hahnenkampfes. Es ist in allen Bundesländern auch illegal, wissentlich einem Hahnenkampf beizuwohnen. Im Februar 2014 unterzeichnete US-Präsident Barack Obama außerdem ein Bundesgesetz, das das Mitnehmen eines Kindes unter 16 Jahren zu einem solchen Kampf zu einem Straftatbestand macht. In den USA wird auch rechtlich gegen Personen vorgegangen, die Kampfhähne für die Durchführung ins Ausland verkaufen.
In Außengebieten der Vereinigten Staaten wie Puerto Rico, Guam, den Nördlichen Marianen und den Amerikanischen Jungferninseln sind Hahnenkämpfe dagegen legal. Hahnenkämpfe sind insbesondere auf Guam und Puerto Rico auf Grund der langen Geschichte als spanische Kolonie sehr beliebt. 2006 wurde auf den Jungferninseln die Verwendung künstlicher Sporen verboten. Die Hoffnung, dass dies zu einem Rückgang der Zahl der Hahnenkämpfe führte, hat sich bis jetzt jedoch nicht erfüllt.
Trotz der weit verbreiteten Verbote erfreuen sich Hahnenkämpfe in Teilen der USA nach wie vor großer Beliebtheit und finden illegal statt. So gab es beispielsweise am 8. Februar 2014 die bislang größte Razzia gegen Hahnenkämpfe in New York. Bei dieser Aktion, die unter dem Namen „Operation Angry Birds“ lief, wurden 3000 Hähne beschlagnahmt und 70 Personen verhaftet. Zu Razzien kam es während eines illegalen Hahnenkampfs im New Yorker Stadtbezirk Queens, einer Tierhandlung in Brooklyn und auf einer Farm in Plattekill.

### Philippinen

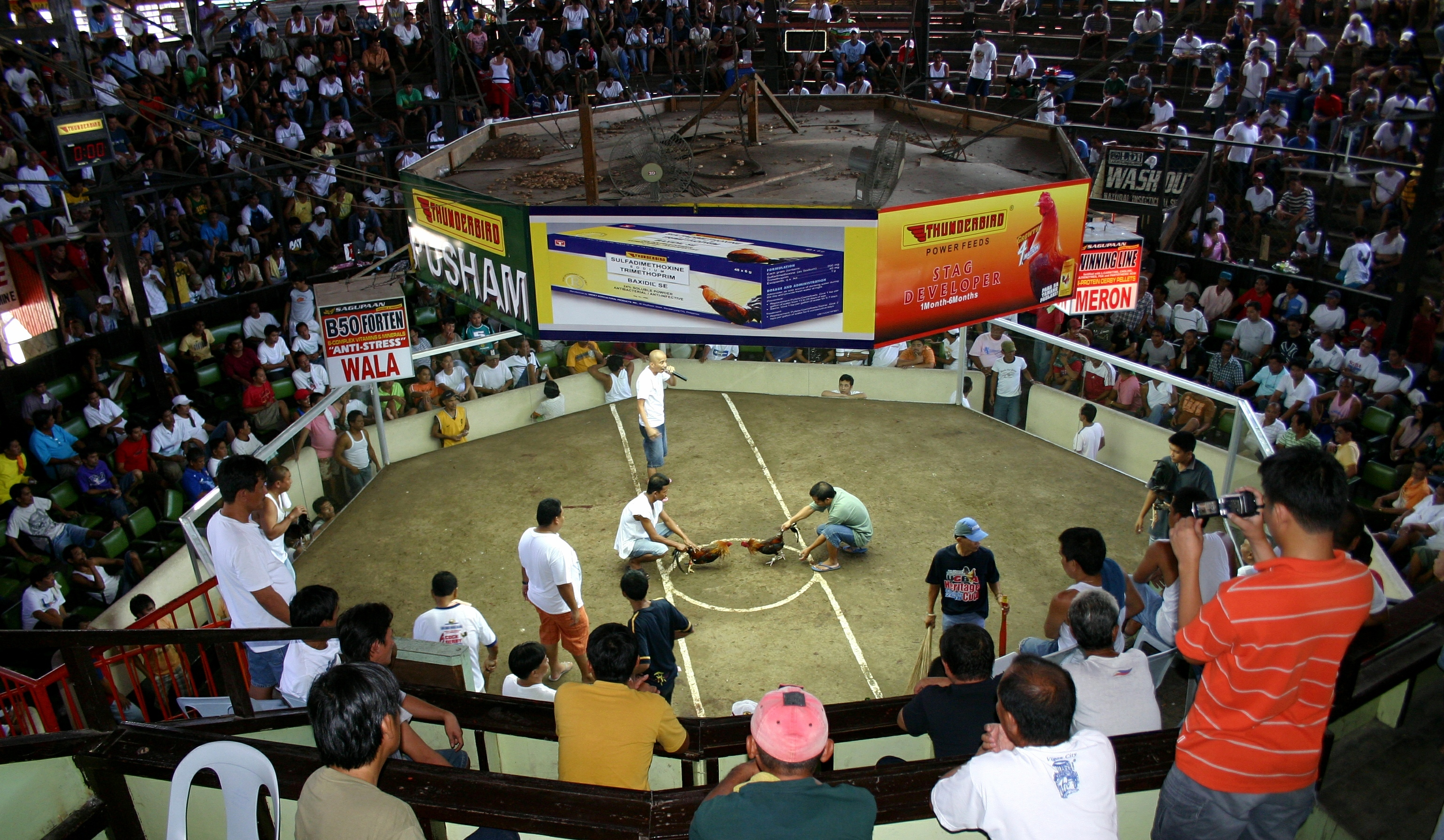
Hahnenkampfarena in Davao City, Philippinen.

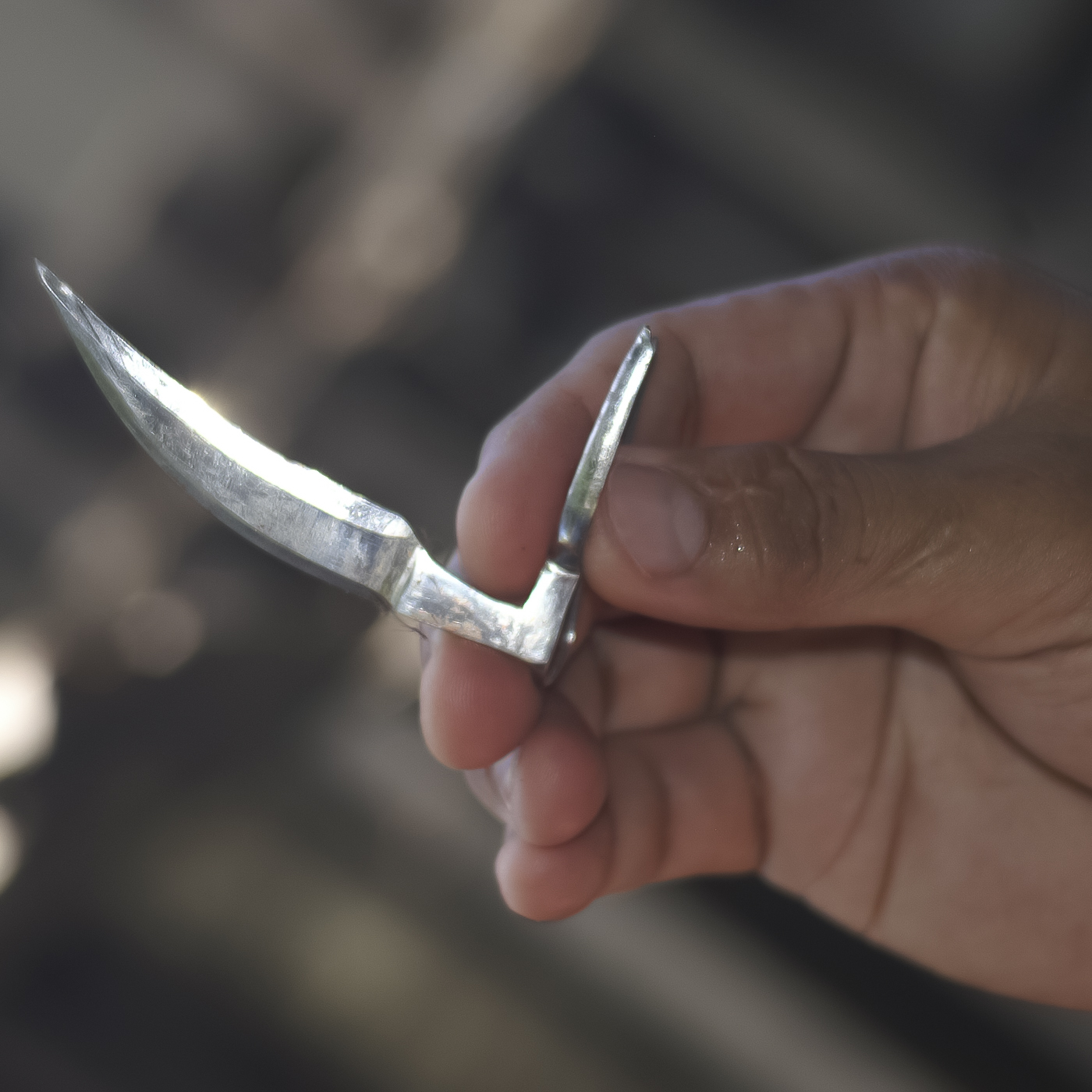
Künstlicher Sporn, wie er bei Hahnenkämpfen auf den Philippinen zum Einsatz kommt

Hahnenkampf hat auf den Philippinen eine lange Tradition. Als der Italiener Antonio Pigafetta als erster Europäer 1521 die Philippinen betrat, berichtete er wenig später von den großen Hähnen, die auf den Philippinen gehalten würden, die aber niemals gegessen würden, sondern nur für den Hahnenkampf gehalten werden. Er berichtete bereits von den hohen Wetten, die auf die Kämpfe gesetzt wurden. Die Philippinen wurden schnell Teil des spanischen Kolonialreiches und bereits 1700 verkaufte die spanische Regierung das Recht, Hahnenkämpfe zu veranstalten, an den höchsten Bieter. In Spanien gab es gleichfalls eine Hahnenkampftradition, die seit der römischen Zeit bestand. Philippinische Rassen gelangten nach Spanien und von dort aus nach Mexiko, Kolumbien und Venezuela, wo sich ebenfalls der Hahnenkampf zu einer Landestradition entwickelte.
Auf den Philippinen ist der Hahnenkampf heute ein wesentlicher wirtschaftlicher Faktor. Insgesamt sollen auf den Philippinen mehr als zwei Millionen Arbeitskräfte vom Hahnenkampf abhängig sein. Wohlhabende Malaien und Indonesier kommen auf die Philippinen, um bei den Kämpfen zu wetten, und wenn auch der Hahnenkampf in den Vereinigten Staaten verboten ist, gibt es dort immer noch nordamerikanische Züchter von Kampfhähnen, die diese hier verkaufen. Der Preis für einen vielversprechenden Kampfhahn liegt bei 1000 bis in Ausnahmefällen 2500 USD.
Auf den Philippinen weisen selbst kleine Orte neben Kirche und Stadthalle fast auch immer eine Hahnenkampfarena auf. Die Züchter, die in den großen Kämpfen wie dem World Slasher Cup ihre Hähne starten lassen wollen, müssen für jeden Hahn eine Startgebühr von 1750 US-Dollar zahlen, das ist mehr als die Hälfte eines durchschnittlichen Jahresgehaltes auf den Philippinen. Wohlhabende Züchter haben häufig Farmen, in denen gezielt Kampfhähne herangezogen werden, und beschäftigen Trainer, die für die Hunderten von Hähnen sorgen. Große Kämpfe werden auf den Philippinen häufig von Unternehmen gesponsert.
Es gab auf den Philippinen auch immer Stimmen, die sich gegen den Hahnenkampf wandten, dabei war häufig weniger die Blutrünstigkeit dieses Sports ausschlaggebend als die hohen Wettsummen, die gesetzt wurden und mit denen sich einzelne Personen finanziell ruinierten. Der philippinische Freiheitskämpfer José Rizal, der 1896 von den Spaniern hingerichtet wurde, war ein solcher Gegner. Aus Respekt vor seinem Märtyrertod für die Unabhängigkeit des Landes sind auf den Philippinen an seinem Todestag Hahnenkämpfe gesetzlich verboten.
Auch der philippinische Diktator Ferdinand Marcos, der 1965 die Macht auf den Philippinen an sich riss, versuchte den Sport in der Mitte der 1970er Jahre einzuschränken, weil er befürchtete, dass unter dem Deckmantel eines Besuches bei einem Hahnenkampf sich seine Gegner organisieren könnten. Bereits José Rizal hatte die Zusammenkünfte bei Hahnenkämpfen genutzt, um den Widerstand gegen die spanische Kolonialmacht zu organisieren.
Trotz anhaltender Kritik von Tierschutzorganisationen sind die Hahnenkampfarenen auch nach der Corona-Pandemie wieder ein beliebter Treffpunkt auf den Philippinen.

### Britische Inseln

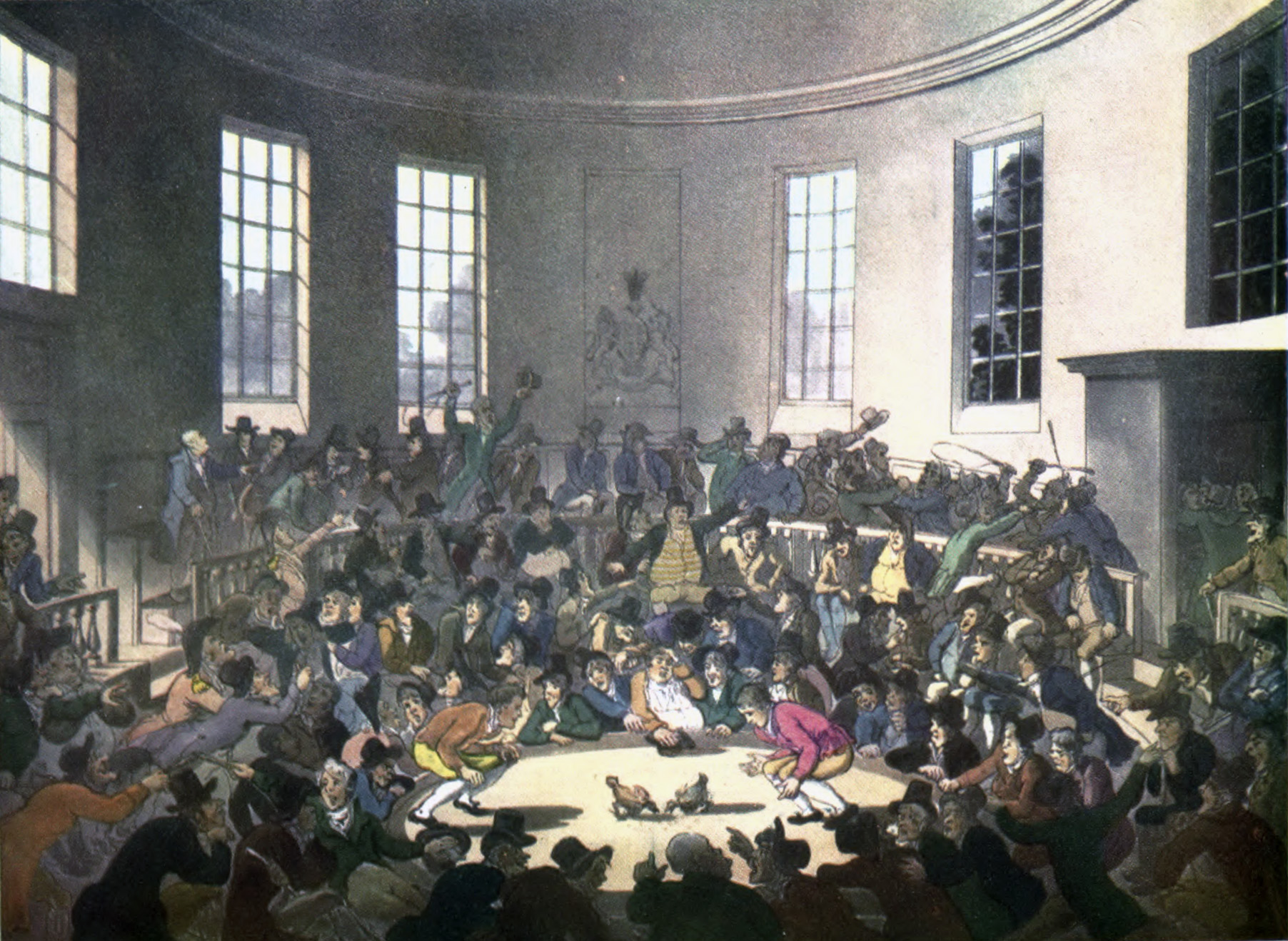
Hahnenkampf in London, c. 1808

England zählt gleichfalls zu den Ländern mit einer langen Tradition des Hahnenkampfs. Es ist gleichzeitig aber eines der ersten westlichen Länder, die dieses Freizeitvergnügen verboten. England und Wales verboten Hahnenkämpfe und alle anderen Tierkämpfe mit dem Cruelty to Animals Act von 1835; Schottland folgte diesem Verbot erst 1895. Anlass für das Verbot war neben dem Wunsch, diese Tierquälereien zu beenden, auch die Auswüchse – Taschendiebstähle, Trunkenheit, Schlägereien – bei dieser Art der Veranstaltungen zu unterbinden.
Für die Beliebtheit des Sports auf den britischen Inseln spricht, dass Heinrich VIII. im Whitehall-Palast auch eine Kampfarena für Hahnenkämpfe installieren ließ. In Newcastle upon Tyne starben in den 1780er Jahren in nur einer Woche mit einer langen Reihe von Hahnenkämpfe mehr als 1000 Hähne. William Shakespeare vergleicht in einem kurzen Satz in seinem Prolog zu Heinrich V. das Parkett unterhalb der Bühne des Globe Theatre, den Pit, mit einer Hahnenkampfarena:

„Can this cockpit hold the vasty fields of france“

„Diese Hahnengrube, Fasst sie die Ebnen Frankreichs“

übersetzt dies August Wilhelm Schlegel.

### Weitere Länder

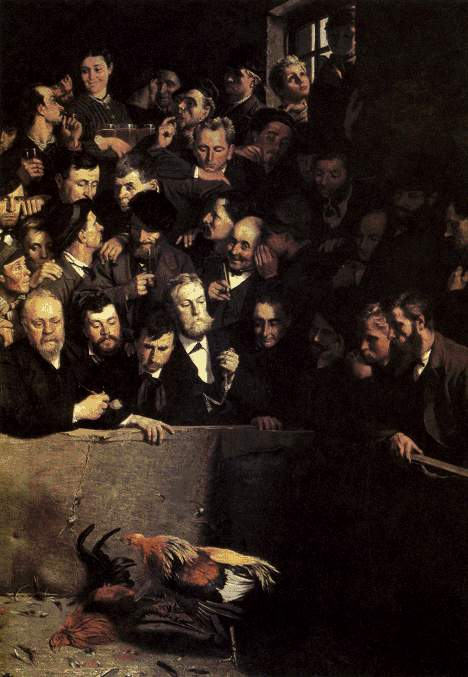
Emile Claus: Hahnenkampf in Flandern, 1882

- Frankreich: In Frankreich sind Hahnenkämpfe weitgehend illegal, mit Ausnahme der Region Nord-Pas-de-Calais sowie einigen Überseegebieten wie z. B. Réunion.[27]
- Kanada: In Kanada sind Kämpfe und Zucht von Kampfhähnen illegal.
- Mexiko: In Mexiko sind Hahnenkämpfe sehr verbreitet, dürfen aber nur in genehmigten Stätten (sog. Palenques) durchgeführt werden.
- Spanien: In Spanien ist die Zucht erlaubt, Kämpfe sind allerdings nur auf den Kanaren gestattet. Hier gibt es viele Hahnenkampfvereine und einige Tausend Züchter. Die Hochburg des Hahnenkampfes ist La Palma, wo 1871 das Teatro Circo de Marte in Santa Cruz de La Palma eigens für den Hahnenkampf errichtet wurde.
- Bali: Bali gehört zu den Gebieten, in denen Hahnenkämpfe noch eine religiöse Tradition haben. Aus diesem Grund ist Bali von dem ansonsten in Indonesien geltenden Verbot des Hahnenkampfs ausgenommen.

## Kulturelle Aspekte

### Ästhetik

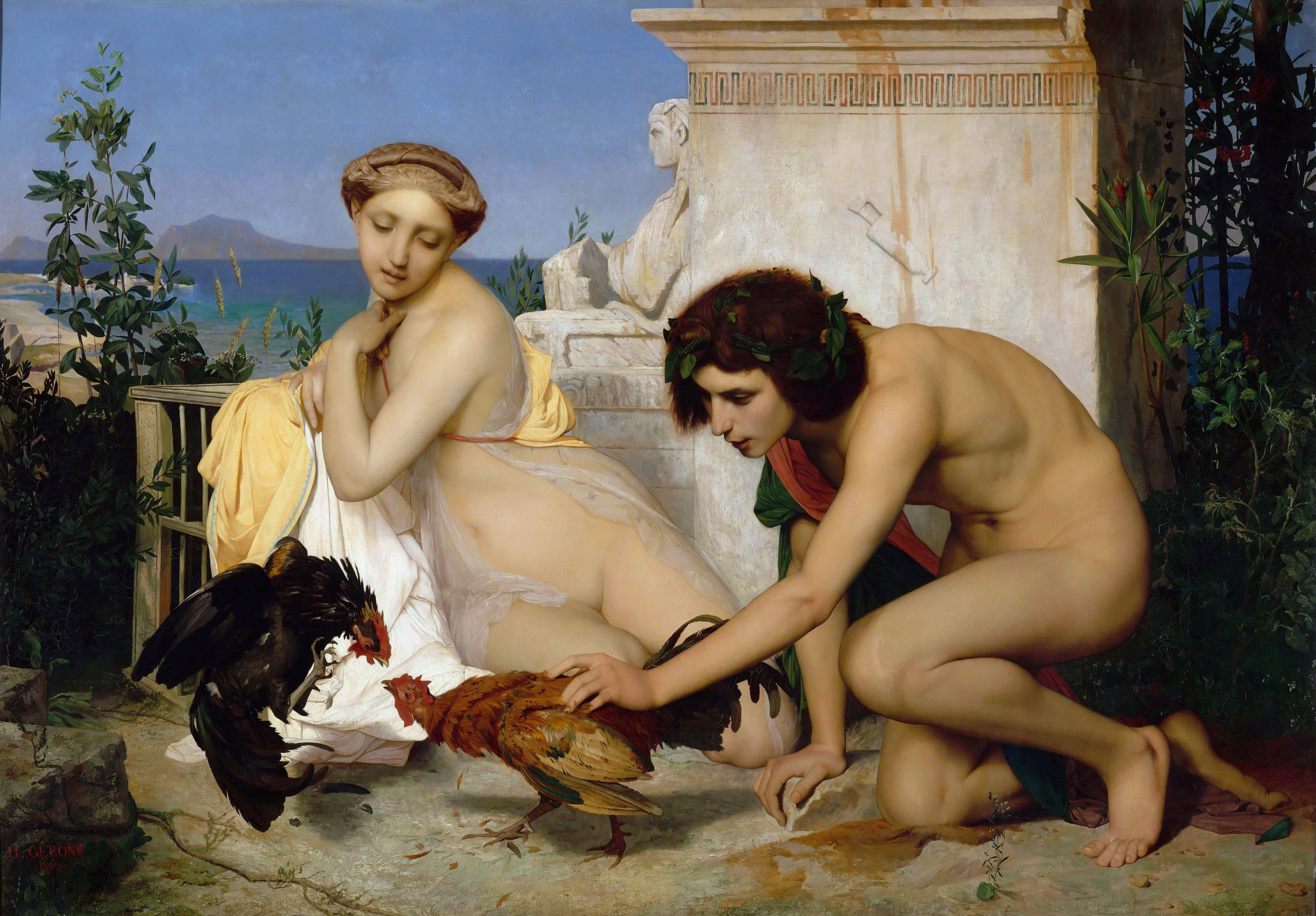
Der Hahnenkampf von Jean-Léon Gérôme (1846)

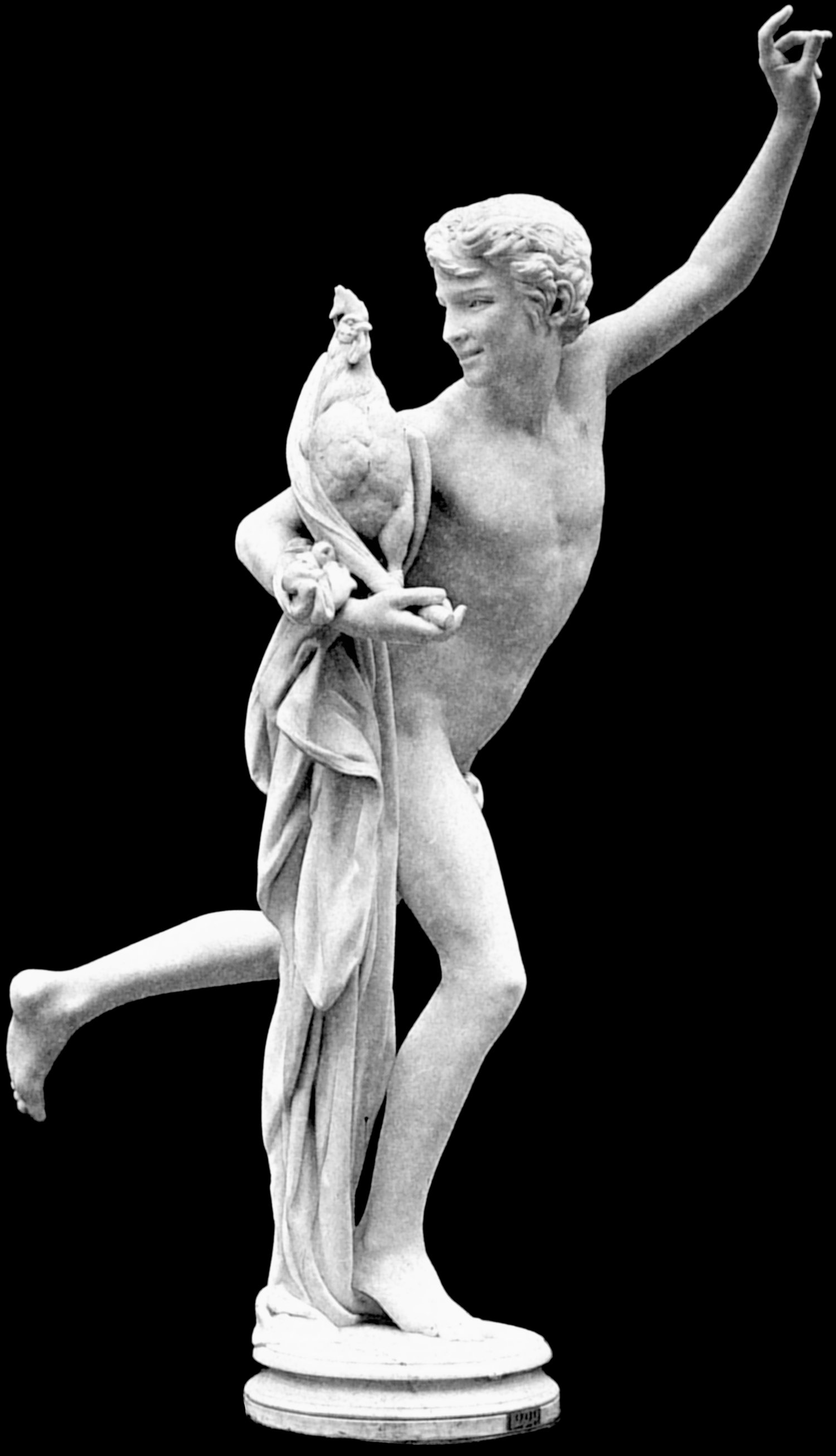
Gewinner des Hahnenkampfes von Alexandre Falguière, 1864

Das Publikum der Hahnenkämpfe hat oft eine Vorliebe für ästhetische Züchtungen. So wird neben der Züchtung auf Kampfkraft auch auf ästhetische Merkmale hin gezüchtet. Die Kampfstätten sind daher oft nicht nur ein Schauplatz für blutige Kämpfe, sondern auch Ausstellort für besonders schöne Züchtungen. Dabei wird auf Form des Körpers, Farbe des Gefieders und andere Merkmale geachtet. Erwähnenswert sind hier vor allem die Rassen Modern Game (eine Rasse mit sehr langen Beinen), Old English Bantam (eine der kleinsten Rassen) und der Cornish.

### Kunst und Poesie
Hahnenkämpfe werden oft von der Kunst aufgegriffen. Frühes Zeugnis dafür ist die 1759 veröffentlichte Satire von William Hogarth The Cockpit, das Bild Der Hahnenkampf von Jean-Léon Gérôme oder die Statue Gewinner des Hahnenkampfes von Alexandre Falguière. Vor allem in der Poesie, schon in den antiken Fabeln des Aesop, hat der Hahnenkampf eine metaphorische Bedeutung für eine in der Öffentlichkeit ausgetragene Auseinandersetzung um Einfluss, Status und Macht zwischen zwei geltungsbewussten (eher männlichen) Personen aus Politik, Wirtschaft oder Gesellschaft bekommen.

## Tiermetapher

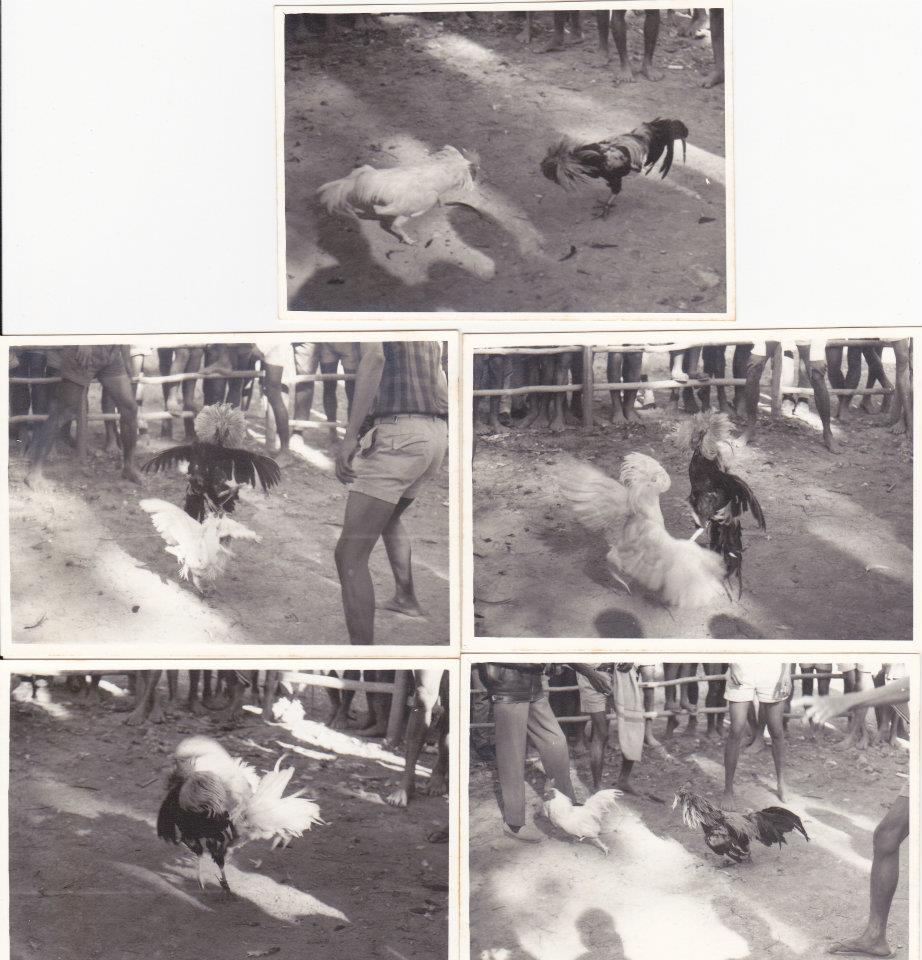
Bilderstudie eines Hahnenkampfs

Wenn man von Menschen spricht, die einen Hahnenkampf führen, sind damit Männer gemeint, die gegenseitig konkurrieren, sowohl im beruflichen Bereich als auch gegenüber Frauen. Eine parallele Metapher für Frauen ist der Zickenkrieg.

## Einige Kampfhuhnrassen
- Altenglischer Kämpfer
- Hint Horoz, aus der Türkei
- Ko Shamo, aus Japan
- Malaie, aus Südasien
- Pfälzer Kampfhuhn
- Shamo (Huhn), aus Siam
- Yamato Gunkei, aus Japan